# シンジケート (映画)
『シンジケート』（原題：The Stone Killer）は1973年のアメリカ映画。殺人事件の背後に隠されたギャングの抗争を追う刑事を描くネオ・ノワール作品。監督はマイケル・ウィナー。主演をチャールズ・ブロンソンが務めた。

## キャスト
| 役名           | 俳優                     | 日本語吹替     | 日本語吹替     |
| 役名           | 俳優                     | テレビ朝日旧版 | テレビ朝日新版 |
| -------------- | ------------------------ | -------------- | -------------- |
| ルー・トーリー | チャールズ・ブロンソン   | 大塚周夫       | 大塚周夫       |
| アル・ベスカリ | マーティン・バルサム     | 今井健二       | 島宇志夫       |
| ロレンツ       | デヴィッド・シェイナー   | 穂積隆信       | 穂積隆信       |
| ダニエル       | ノーマン・フェル         |                |                |
| マシューズ     | ラルフ・ウェイト         |                |                |
| ラングレー     | ポール・コスロ           |                |                |
| ローレンス     | スチュアート・マーゴリン |                |                |
| ジャンパー     | ジャック・コルヴィン     |                |                |
| ハート         | ジョン・リッター         |                |                |

- テレビ朝日旧版：初回放送1976年4月3日『土曜映画劇場』
- テレビ朝日新版：初回放送1978年1月22日『日曜洋画劇場』

## スタッフ
- 監督：マイケル・ウィナー
- 製作：ディノ・デ・ラウレンティス
- 原作：ジョン・ガードナー
- 脚本：ジェラルド・ウィルソン
- 撮影：リチャード・ムーア（英語版）
- 音楽：ロイ・バッド